# Amblysomus corriae
La talpa dorata del fynbos (Amblysomus corriae, Thomas, 1905) è un mammifero della famiglia dei Crisocloridi, endemico del Sudafrica, dove occupa una vasta gamma di habitat, dalle foreste tropicali alle zone desertiche, colonizzando anche i giardini delle case e i terreni coltivati.
È minacciata dalla distruzione dell'habitat.